# جيمس إم. جاكسون
جيمس إم. جاكسون هو محامي وقاضي وسياسي أمريكي، ولد في 3 ديسمبر 1825 في باركرسبورغ في الولايات المتحدة، وتوفي بنفس المكان في 14 فبراير 1901. نشط حزبياً في الحزب الديمقراطي. وقد انتخب عضو مجلس النواب الأمريكي ‏.